# 重庆南路 (上海)
重庆南路是上海市黄浦区的一条街道，在租界时代名为吕班路。该路北起淮海中路接重庆中路，南到徐家汇路接鲁班路。长1537米，宽15到22.3米。
重庆南路开始修筑于1889年，为上海法租界公董局越界修筑，名为卢家湾路。1902年以法国驻华公使吕班改名吕班路（Avenue Dubail），连接霞飞路与徐家汇路。1943年汪精卫政权接收法租界时改名灵宝路，1946年改名重庆南路。
1995年，上海南北高架路通过重庆南路全线，宽25.5米。重庆南路段未设互通式立交桥，在徐家汇路南、淮海中路南设上下匝道同地面道路相连。
重庆南路沿路传统上为住宅区，著名近代住宅有165号巴黎公寓、166弄幸福坊、169弄巴黎新村、177号-179弄永丰村、185号吕班公寓、205弄万宜坊（54号为邹韬奋故居）。南段有上海第二医科大学，即原震旦大学校舍，以及天主教重庆南路圣伯多禄堂。

## 交会道路（北向南）
- 淮海中路
- 兴安路
- 太仓路
- 兴业路
- 南昌路
- 自忠路
- 复兴中路
- 合肥路
- 建国中路、建国东路
- 徐家汇路